# Måvens og Peder på Herrens mark
Måvens og Peder på Herrens mark er et radiodrama af den danske dramatiker og forfatter Line Knutzon. Det blev sendt på Danmarks Radio i 2007. Det er foreløbig det sidste drama om antiheltene Måvens og Peder, der er blevet produceret for radio. Det er samtidig det korteste i serien (40 minutter og 49 sekunder). Radiodramaet er instrueret af Emmet Feigenberg.

## Handling
Måvens (Mikael Birkkjær) ligger og sover, da telefonen ringer. Det er en bedemand ved navn Oluf Stemmemand (Rasmus Botoft). Bedemanden fortæller, at han endnu ikke har modtaget betaling for en egekiste, et lille fadølsanlæg og en gravsten, som Måvens ifølge bedemanden har købt til sin egen begravelse. Da Måvens spørger, om han er levende eller død, svarer bedemanden, at det ville være mærkeligt, hvis han ikke var død.
Måvens skriver i sin dagbog, at han øjensynligt er død, skønt han ikke husker noget om sit eget dødsfald. Han ser sig omkring i sin slikbutik og synes umiddelbart, alting ser normalt ud, men så alligevel ikke. Han tror, det er starten på noget nyt. I det samme ringer telefonen igen. Denne gang er det Peder (Søren Sætter-Lassen). Måvens spørger, om han er død og ringer fra det hinsides, men Peder svarer, at han bare ringer fra en telefonboks på den anden side af vejen. Snart efter mødes de to venner i slikbutikken.
Måvens er overbevist om, at Peder også er død, men det benægter Peder. Peder fortæller, at de i de sidste 20 år har haft præcis den samme samtale hver den 7. januar, og han undrer sig over, at Måvens ikke kan huske det (her ironiserer Knutzon over det forhold, at det i hvert radiospil om Måvens og Peder er som om, de to venner ikke har set hinanden siden folkeskolen). Peder påstår, at han kender alle Måvens' svar på forhånd, og at det er ham, der styrer samtalen, og at han tilmed har indflydelse på stort set alle andre begivenheder rundt om i verden. Måvens prøver at modbevise Peders påstand ved at sige, der er sket en ændring, og at de begge to er døde. Han fortæller om bedemandens opkald, og Peder opdager til sin skræk, at han ikke længere er herre over samtalen.
De går hen på den lokale beverding for at begynde deres nye tilværelse som døde. Her erkender Peder, at han helt har mistet kontrollen over samtalen og begivenhederne. Da de har spist, går de tilbage mod Måvens' slikbutik, men farer vild. De kommer til et hus, hvor der bor en mand ved navn Træsko-Klaus (Rasmus Botoft). Han viser dem et landkort, der ikke er andet end et blankt stykke papir, og fortæller, at folk på egnen, han selv inklusive, næsten ikke eksisterer. Træsko-Klaus beskriver egnen som et "grænseområde". Peder bliver utryg og vil gerne hjem, så Træsko-Klaus giver ham en rejsebrochure. Peder opdager, at det i virkeligheden er en brochure med tilbud på forskellige livsforløb. Han spørger, om der er en anden måde at komme hjem på, og Træsko-Klaus svarer, at der er en flyvemaskine.
Da Måvens ikke vil give Peder sin lykkemønt til flybilletten, kommer det til et brud mellem de to, og Peder går sin vej. Træsko-Klaus fortæller Måvens, at der hver dag er nogle aggressive bondemænd, der kommer kørende i mejetærskere og tager alt med sig i graven. Måvens skynder sig ud for at redde Peder, og senere flyver de sammen tilbage til Måvens' slikbutik. Mens de sidder i flyvemaskinen, får de den tanke, at de måske ikke er døde alligevel.
Atter i Måvens' slikbutik aftaler de, at Peder hver mandag, tirsdag og onsdag styrer samtalerne, Måvens hver torsdag, fredag og lørdag, og at de hver søndag er fælles om det. Herefter drikker de kaffe og spiser småkager.